# Amadeo Monges
Amadeo Monges (Buenos Aires, Argentina; 8 de octubre de 1942 - 20 de agosto de 2024) fue un músico, compositor y arpista argentino.

## Carrera
Hijo de Amadeo y Amada Monges, ambos paraguayos, es un extraordinario intérprete de arpa, que heredó el nombre y la capacidad musical de su padre, integrante del trío Sánchez - Monges - Ayala. Desde los seis años se destacó como arpista, y a los doce fue contratado para presentarse en Radio Belgrano, y posteriormente lo hizo por Radio El Mundo. Su instrumento heredado es el arpa paraguaya, con la que forjó su larga carrera en el medio musical.
Fue en 1951, más exactamente el 21 de abril, cuando pisó por primera vez un escenario; era el Cine-Teatro Chascomús, en la ciudad bonaerense del mismo nombre. Su debut como profesional se produce en 1955, año en el que fue contratado por el sello discográfico Odeón.
Durante tres años, hasta los quince, su actividad se redujo a radio, grabaciones y festivales de beneficencia ya que sus Padres no le permitían trabajar. Pero a los dieciséis ser produjo su primera aparición en televisión y se lanzó en giras por el interior del país.
En esta época la venta de sus discos andaba muy bien, no sólo en la Argentina, sino que alcanzó tecos muy altos de ventas en Estados Unidos, Francia, España, Portugal y Brasil.
Contratado por Columbia participó en grabaciones de Los 3 Sudamericanos, Los 4 Amigos y otros artistas. Su primer LP lo grabó en 1962, acompañado por la orquesta de José Carli, con temas de ritmos diversos. Registró más adelante discos de folklore y tango. 
En cine le puso su música a dos películas argentina: La Flor de Irupé (1962), con dirección de Alberto Du Bois y protagonizada por Libertad Leblanc y Héctor Pellegrini; y Raúl Barboza, el sentimiento de abrazar (2003), dirigida por Silvia Di Florio.
Hizo televisión en Costa Rica, Panamá y varios países más, americanos y europeos; ha ofrecido recitales en el Sheraton y en el Hilton de Panamá, entre algunos de los famosos hoteles mundiales en que se ha presentado. También hubo una época en que se dedicó a la asesoría musical y varios trabajo le pertenecen en este aspecto en distintos puntos de Latinoamérica.
Recorrió muchos países del mundo, a llegando a actuar en el célebre Festival de Jazz de New Port, en compañía del Gato Barbieri. Monges ha realizado televisión, radio, recitales en teatro, en clubes y grabaciones. 

## Filmografía
- 2003: Raúl Barboza, el sentimiento de abrazar.
- 1962: La Flor de Irupé.

## Álbum
- Monges: Arpa y ritmo.
- Amadeo monges y su arpa,el cigarron,del 63.[4]
- Amadeo Monges Mar / Misionera
- Entre Polkas y Galopas

## Temas interpretados
- Moliendo Café
- Barrilito de Cerveza
- Hechizo
- Baión Bossa Nova
- Cigarrón
- Apache
- La Donosa
- Nostalgias santiagueñas
- Río Apa
- El amor y la selva
- Amada
- Mi chango cantor
- Por las calles